# Route 31 (Islande)
Pour les articles homonymes, voir Route 31.
La Route 31 (Þjóðvegur 31) ou Skálholtsvegur est une route islandaise reliant la Route 30 à la
Route 35 en passant par Laugarás.

## Trajet
- Route 30
- Laugarás
- Skálholt
- Route 35